# 圣克鲁瓦 (埃纳省)
圣克鲁瓦（法語：Sainte-Croix，法語發音：[sɛ̃t kʁwa] ⓘ）是法国上法兰西大区埃纳省的一个市镇，位于该省东部，属于拉昂区。

## 地理
圣克鲁瓦（49°28'53"N, 3°46'45"E）面积3.35 平方千米，位于法国上法蘭西大區埃纳省，该省份为法国北部内陆省份，北起北部省，西接索姆省和瓦兹省，东临阿登省和马恩省，西南至塞纳-马恩省，东北部与比利时接壤。
与圣克鲁瓦接壤的市镇（或旧市镇、城区）包括：阿朗西、欧比尼昂洛努瓦、布孔维尔-沃克莱尔、科尔伯尼。

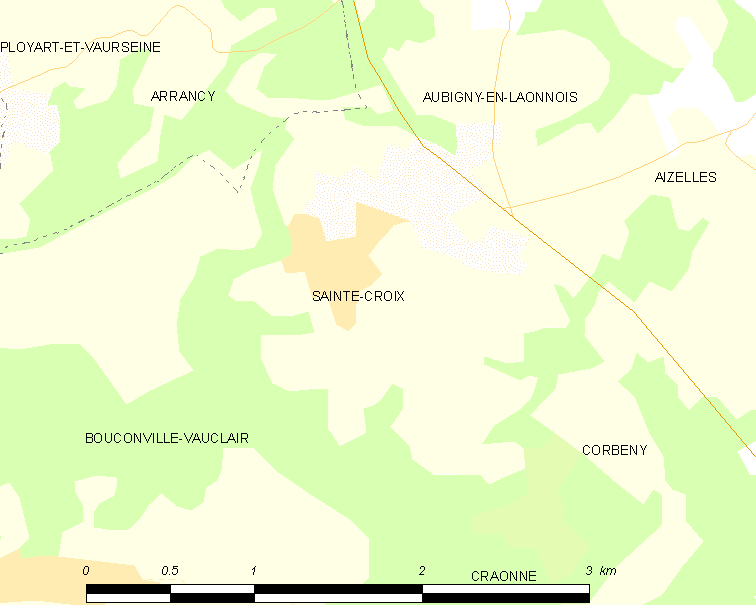
的OSM定位图

圣克鲁瓦的时区为UTC+01:00、UTC+02:00（夏令时）。

## 行政
圣克鲁瓦的邮政编码为02820，INSEE市镇编码为02675。

## 政治
圣克鲁瓦所属的省级选区为埃纳河畔新城县。

## 人口

1962-2008年间人口变化图示

圣克鲁瓦于2022年1月1日时的人口数量为130人。